# NGC 45
الإحداثيات:  00h 14m 3.99s, −23° 10′ 55.5″
 إن جي سي 45 أو NGC 45 هي مجرة حلزونية ذات سطوع سطحي منخفض تقع في كوكبة قيطس. اكتشفت بتاريخ 11 تشرين الثاني/نوفمبر 1835 من قبل الفلكي الإنكليزي جون هيرشل.
على عكس التبانة، فـ NGC 45 لديه أذرع حلزونية واضحة ومحددة، أما مركز مركز المجرة فهو الآخر صغير جدا ومشوه إلى حد ما، مما يعني أنه منطقة مجرية غير صالحة للسكن.

## وصلات خارجية
- NGC 45 على موقع ويكي سكاي: DSS2, SDSS, GALEX, IRAS, Hydrogen α, X-Ray, Astrophoto, Sky Map, Articles and images